# Medalla del Cercle d'Escriptors Cinematogràfics a la millor actriu secundària
La Medalla del Cercle d'Escriptors Cinematogràfics a la millor actriu secundària és un guardó cinematogràfic espanyol que ve concedint des de 1946 el Cercle d'Escriptors Cinematogràfics (CEC) a la qual considera millor actriu de l'any per un o diversos papers secundaris en pel·lícules espanyoles. El primer premi va ser lliurat el 7 de juliol de 1946 en el Cine Gran Vía de Madrid. El trofeu és una senzilla medalla de bronze dissenyada per José González de Ubieta que no va acompanyada de dotació econòmica. És un dels premis del seu tipus més antics d'Espanya, si bé va desaparèixer durant diversos anys del repertori de medalles del CEC i va reaparèixer en l'edició de 1999.
El seu nom ha canviat amb el temps, encara que es tracta del mateix premi. Durant uns anys es va denominar Medalla a la millor actriu de repartiment, per a tornar després a la seva primitiva denominació. Algunes vegades ha reconegut la labor de veteranes intèrprets, com Camino Garrigó o Elena Salvador; altres ha servit per a promoure joves promeses, com Asunción Sancho o Emma Penella. El més habitual ha estat que obtinguessin el premi tradicionals secundàries de la pantalla espanyola —com Gracita Morales o Luisa Gavasa— i fins i tot algunes d'elles van aconseguir després la Medalla a la millor actriu protagonista, com Lola Gaos o Rafaela Aparicio. Les actrius més guardonades han estat Julia Caba Alba i Elvira Quintillá, amb dues medalles cadascuna.
A continuació s'ofereixen diverses taules que contenen un llistat de les artistes guanyadores. En la casella de l'esquerra s'indica l'any en què va ser concedit el premi, que sol ser el següent a aquell en el qual es van estrenar els films. Després s'indica el nom de l'actriu guardonada. Va haver-hi cinc anys en què el CEC no va concedir premis, i així s'indica en aquesta casella. Es tracta de 1986 a 1990, quan va semblar que l'esdeveniment anava a desaparèixer definitivament. En altres ocasions no es va concedir premi en aquesta concreta categoria. En 1981, el premi va ser declarat desert. En la tercera casella s'informa del títol de la pel·lícula o pel·lícules interpretades per la guanyadora, si bé en 1962 va ser atorgat pel conjunt de la labor de l'actriu. Finalment, i quan es disposa de la informació, s'indiquen en la quarta casella els noms de les nominades al premi o finalistes.

## Anys 1940

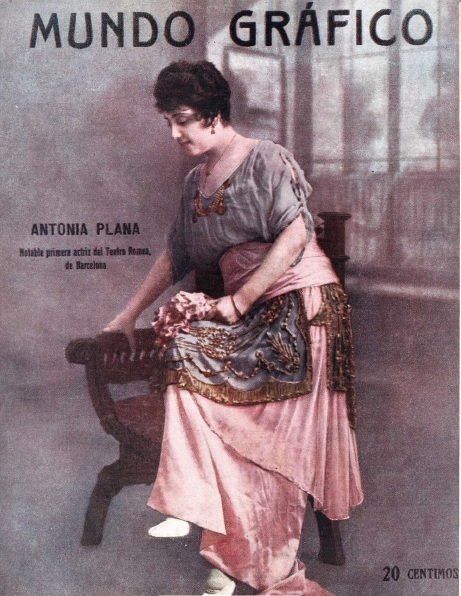
La veterana Antonia Plana va ser premiada en 1946 per El crimen de la calle de Bordadores.

| Any  | Guanyadora      | Treball                             | Notes       |
| ---- | --------------- | ----------------------------------- | ----------- |
| 1946 | Maruja Isbert   | Un hombre de negocios               | [ 1 ]       |
| 1947 | Antonia Plana   | El crimen de la calle de Bordadores | [ 2 ]       |
| 1948 | Camino Garrigó  | La fe Cuando los ángeles duermen    | [ 3 ] [ 4 ] |
| 1949 | Asunción Sancho | La vida encadenada                  | [ 5 ]       |

## Anys 1950

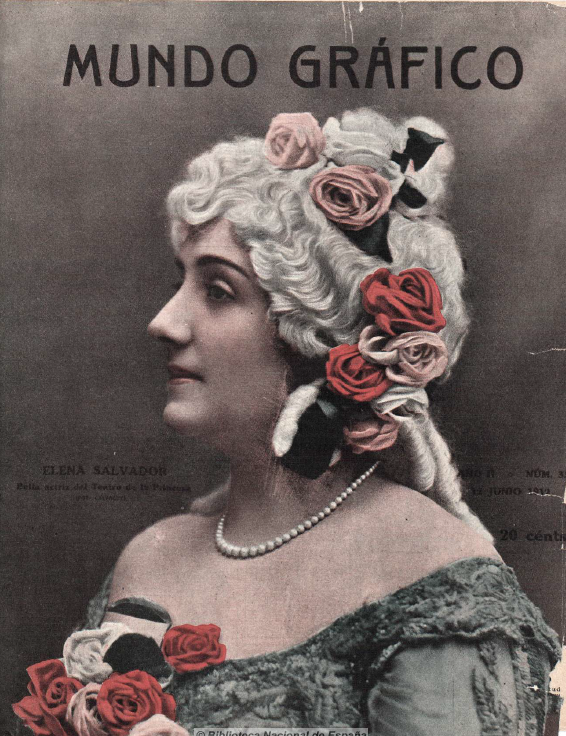
Una altra veterana, Elena Salvador, va rebre la medalla en 1950 per Pequeñeces....

| Any  | Guanyadora                  | Treball                 | Notes  |
| ---- | --------------------------- | ----------------------- | ------ |
| 1950 | Julia Caba Alba             | La mies es mucha        | [ 6 ]  |
| 1951 | Elena Salvador              | Pequeñeces...           | [ 7 ]  |
| 1952 | Marisa de Leza              | Surcos                  | [ 8 ]  |
| 1953 | Emma Penella                | Los ojos dejan huellas  | [ 9 ]  |
| 1954 | Elvira Quintillá            | Juzgado permanente      | [ 10 ] |
| 1955 | Elisa Montés                | Las últimas banderas    | [ 11 ] |
| 1956 | Elvira Quintillá            | El guardián del paraíso | [ 12 ] |
| 1957 | Rosario García Ortega       | La espera               | [ 13 ] |
| 1958 | Mari Carmen Díaz de Mendoza | Madrugada               | [ 14 ] |
| 1959 | Conchita Velasco            | Muchachas en vacaciones | [ 15 ] |

## Anys 1960

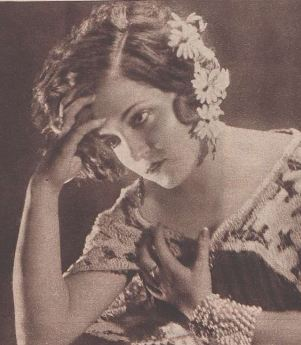
Isabel Garcés, guanyadora en 1959.

| Any  | Guanyadora            | Treball                      | Notes  |
| ---- | --------------------- | ---------------------------- | ------ |
| 1960 | Isabel Garcés         | Una gran señora              | [ 16 ] |
| 1961 | Julia Caba Alba       | Maribel y la extraña familia | [ 17 ] |
| 1962 | Gracita Morales       | Conjunt de la seva labor     | [ 18 ] |
| 1963 | No es va concedir     |                              | [ 19 ] |
| 1964 | No es va concedir     |                              | [ 20 ] |
| 1965 | Enriqueta Carballeira | La tía Tula Tiempo de amor   | [ 21 ] |
| 1966 | No es va concedir     |                              | [ 22 ] |
| 1967 | No es va concedir     |                              | [ 23 ] |
| 1968 | No es va concedir     |                              | [ 24 ] |
| 1969 | No es va concedir     |                              | [ 25 ] |

## Anys 1970

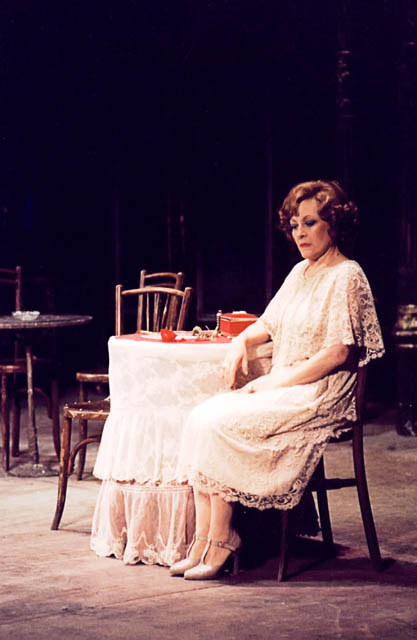
Irene Gutiérrez Caba va guanyar en 1974.

| Any  | Guanyadora           | Treball                                         | Notes  |
| ---- | -------------------- | ----------------------------------------------- | ------ |
| 1970 | No es va concedir    |                                                 | [ 26 ] |
| 1971 | María Asquerino      | Goya, historia de una soledad La tonta del bote | [ 27 ] |
| 1972 | Elena María Tejeiro  | Españolas en París                              | [ 28 ] |
| 1973 | Lola Gaos            | Labor de conjunt                                | [ 29 ] |
| 1974 | Rafaela Aparicio     | Ana y los lobos                                 | [ 30 ] |
| 1975 | Irene Gutiérrez Caba | Yo la vi primero                                | [ 31 ] |
| 1976 | Amparo Soler Leal    | Jo, papá                                        | [ 32 ] |
| 1977 | María Massip         | Colorín colorado                                | [ 33 ] |
| 1978 | María Rosa Salgado   | A un dios desconocido                           | [ 34 ] |
| 1979 | No es va concedir    |                                                 | [ 35 ] |

## Anys 1980

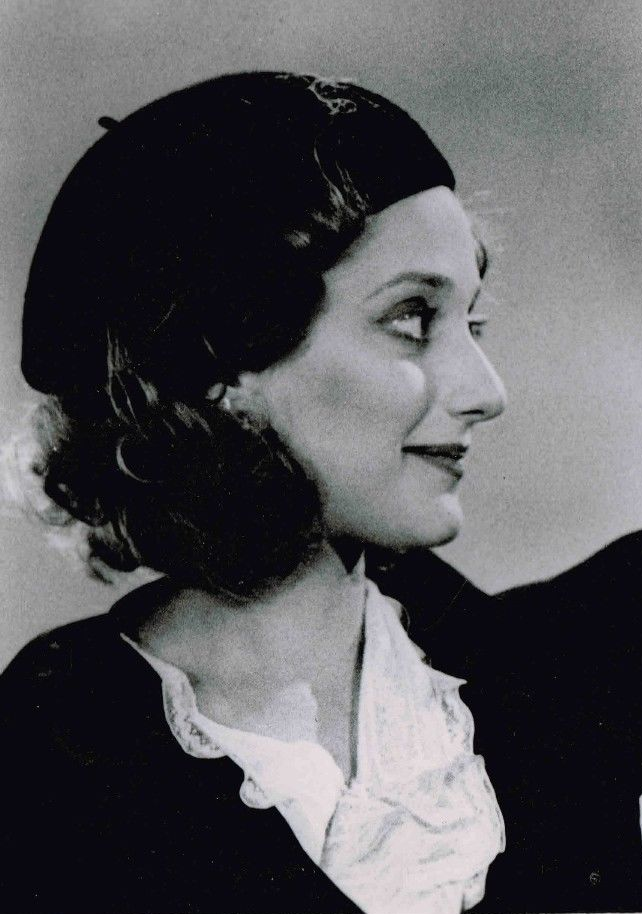
Carol Kane va ser la primera estrangera en guanyar el premi.

| Any  | Guanyadora        | Treball               | Notes  |
| ---- | ----------------- | --------------------- | ------ |
| 1980 | Carol Kane        | La sabina             | [ 36 ] |
| 1981 | Desert            |                       | [ 37 ] |
| 1982 | Esperanza Roy     | Tú estás loco Briones | [ 38 ] |
| 1983 | Mary Carrillo     | La colmena            | [ 39 ] |
| 1984 | Cristina Hoyos    | Carmen                | [ 40 ] |
| 1985 | No es va concedir |                       | [ 41 ] |
| 1986 | No hagué certamen |                       | [ 42 ] |
| 1987 | No hagué certamen |                       | [ 43 ] |
| 1988 | No hagué certamen |                       | [ 44 ] |
| 1989 | No hagué certamen |                       | [ 45 ] |

## Anys 1990
Encara que el certamen es va reprendre en 1991, el premi a l'actriu secundària no va estar present durant la resta de la dècada.

## Anys 2000

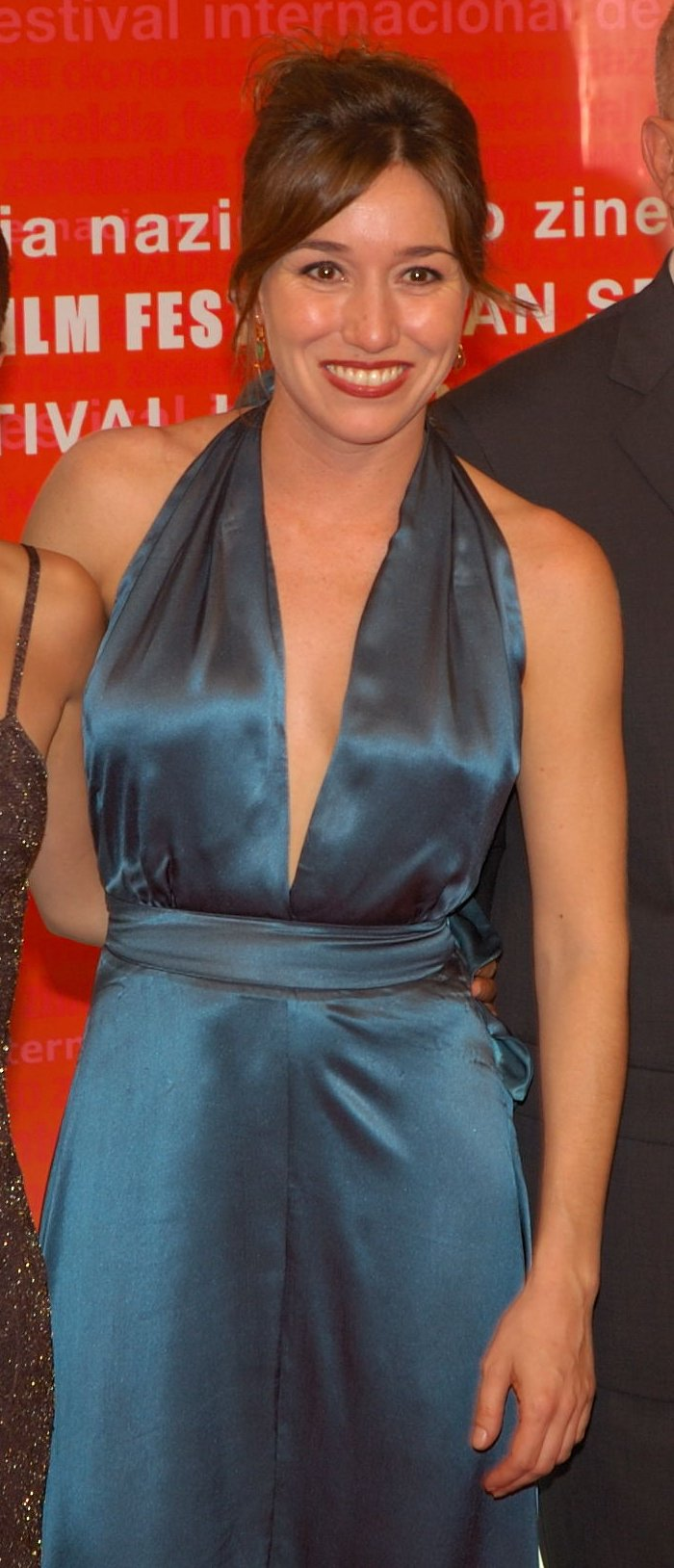
Lola Dueñas va triomfar amb Mar adentro.

| Any  | Guanyadora           | Treball                                   | Finalistes                                        | Notes         |
| ---- | -------------------- | ----------------------------------------- | ------------------------------------------------- | ------------- |
| 2000 | Ana Fernández        | Solas                                     |                                                   | [ 46 ]        |
| 2001 | Julia Gutiérrez Caba | You're the One (una historia de entonces) |                                                   | [ 47 ]        |
| 2002 | Mercedes Sampietro   | Silencio roto                             |                                                   | [ 48 ]        |
| 2003 | Nieve de Medina      | Los lunes al sol                          |                                                   | [ 49 ]        |
| 2004 | Leonor Watling       | Mi vida sin mí En la ciudad               | Candela Peña María Botto María Pujalte            | [ 50 ] [ 51 ] |
| 2005 | Lola Dueñas          | Mar adentro                               | Núria Gago Mabel Rivera María Botto               | [ 52 ]        |
| 2006 | Elvira Mínguez       | Tapes                                     | Beatriz Carvajal Pilar López de Ayala Marta Etura | [ 53 ]        |
| 2007 | Carmen Maura         | Volver                                    | Blanca Portillo Lola Dueñas Cuca Escribano        | [ 54 ]        |
| 2008 | María Vázquez        | Mataharis                                 | Amparo Baró Nuria González Kiti Mánver            | [ 55 ]        |
| 2009 | Esperanza Pedreño    | Una palabra tuya                          | Penélope Cruz Tina Sainz Estíbaliz Gabilondo      | [ 56 ]        |

## Anys 2010

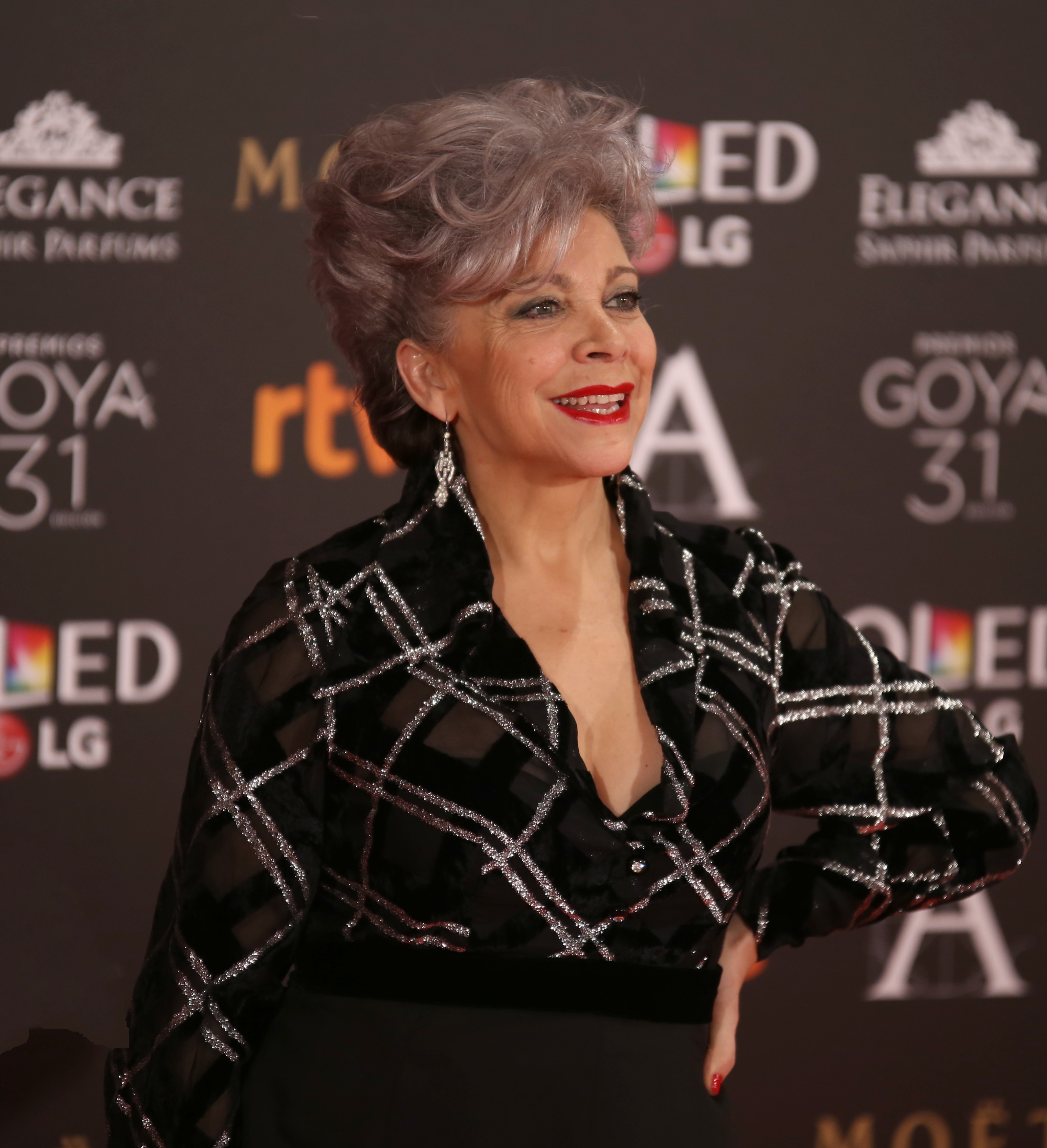
Kiti Mánver, guanyadora amb Pagafantas.

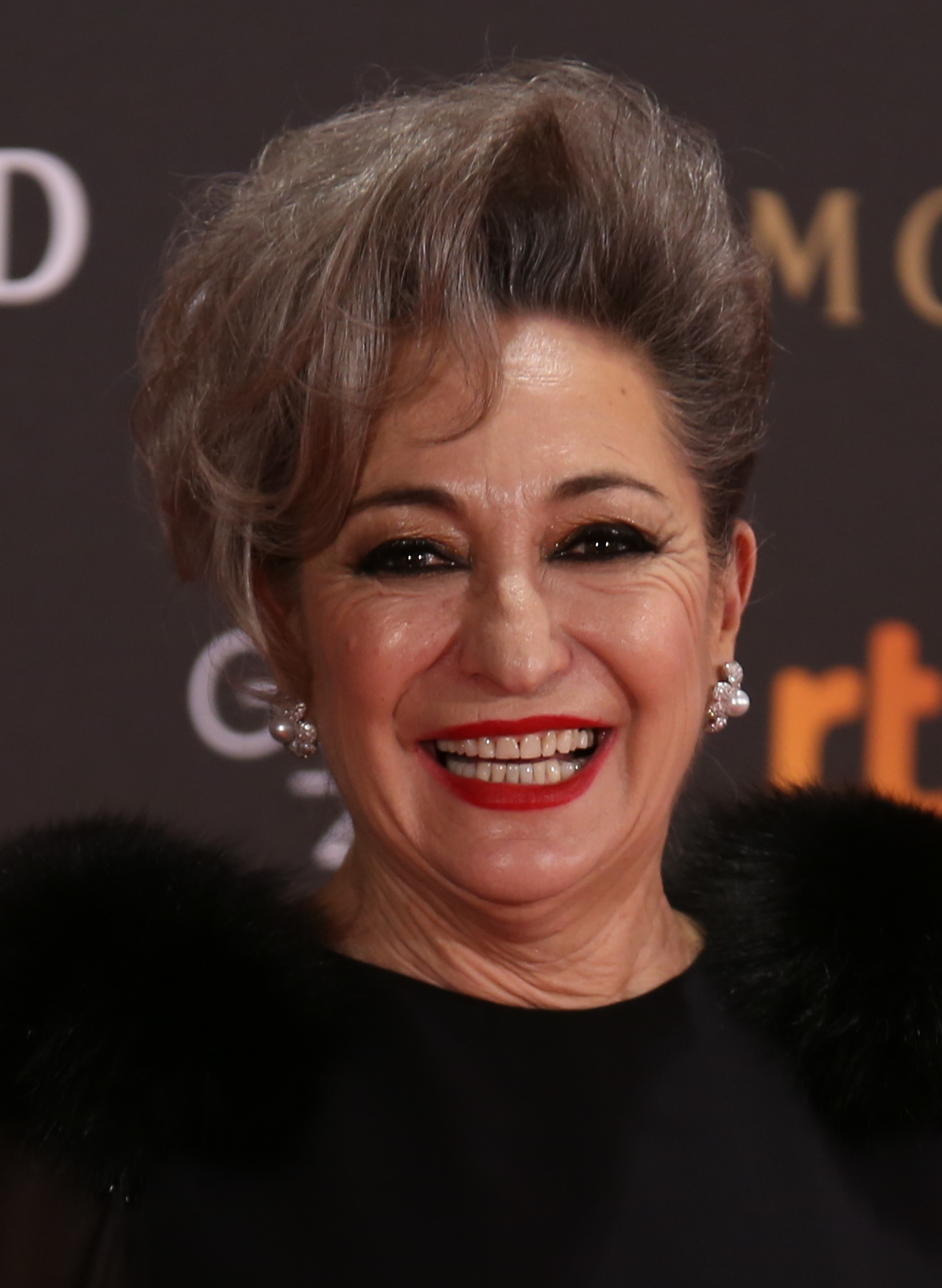
La veterana Luisa Gavasa va obtenir la medalla per la seva labor a La novia.

| Any  | Guanyadora     | Treball                      | Finalistes                                                                  | Notes         |
| ---- | -------------- | ---------------------------- | --------------------------------------------------------------------------- | ------------- |
| 2010 | Kiti Mánver    | Pagafantas                   | Marta Etura Verónica Sánchez Vicenta N'Dongo Blanca Portillo                | [ 57 ]        |
| 2011 | Eva Santolaria | Herois                       | Laia Marull Carmen Machi Esperanza Pedreño                                  | [ 58 ]        |
| 2012 | Goya Toledo    | Maktub                       | Belén Rueda Ana Wagener Petra Martínez                                      | [ 59 ]        |
| 2013 | Ángela Molina  | Blancaneu                    | Candela Peña Chus Lampreave María León                                      | [ 60 ] [ 61 ] |
| 2014 | Terele Pávez   | Las brujas de Zugarramurdi   | Maribel Verdú Verónica Echegui Michelle Jenner Petra Martínez Nathalie Poza | [ 62 ] [ 63 ] |
| 2015 | Itziar Aizpuru | Loreak                       | Carmen Machi Bárbara Lennie María León                                      | [ 64 ] [ 65 ] |
| 2016 | Luisa Gavasa   | La novia                     | Elvira Mínguez Marian Álvarez Mariana Cordero                               | [ 66 ] [ 67 ] |
| 2017 | Ruth Díaz      | Tarde para la ira            | Emma Suárez Terele Pávez Rossy de Palma                                     | [ 68 ] [ 69 ] |
| 2018 | Lola Dueñas    | No sé decir adiós            | Anna Castillo Belén Cuesta Adelfa Calvo                                     | [ 70 ] [ 71 ] |
| 2019 | Anna Castillo  | Viaje al cuarto de una madre | Ana Wagener Bárbara Lennie Natalia de Molina                                | [ 72 ] [ 73 ] |

## Anys 2020
| Any  | Guanyadora        | Treball         | Finalistes                                                             | Notes         |
| ---- | ----------------- | --------------- | ---------------------------------------------------------------------- | ------------- |
| 2020 | Natalia de Molina | Adiós           | Julieta Serrano Penélope Cruz Mona Martínez                            | [ 74 ] [ 75 ] |
| 2021 | Nathalie Poza     | La boda de Rosa | Verónica Echegui Natalia de Molina Patricia López Arnaiz Ana Labordeta | [ 76 ] [ 77 ] |
| 2022 | Nora Navas        | Libertad        | Sonia Almarcha Milena Smit Carolina Yuste                              | [ 78 ] [ 79 ] |
| 2023 | Susi Sánchez      | Cinco lobitos   | Marie Colomb Carmen Machi Berta Pipó Luisa Merelas Bárbara Lennie      | [ 80 ] [ 81 ] |